# Курилівка (Хмельницький район)
Кури́лівка — село в Україні, у Волочиській міській територіальній громаді Хмельницького району Хмельницької області. Населення становить 653 осіб. Площа — 278 га.

## Розташування та географія місцевості
Село розташоване за 16 кілометрів від райцентру — міста Волочиськ. Селом тече річка Безіменна. За 500 метрів від села протікає річка Грабарка, яка бере свій початок з заболоченої місцевості біля села Холодець, недалеко від місця витоку річки Південний Буг.
Сусідні населені пункти:

## Назва
Назва села походить від імені першого пана — Курилова.

## Символіка
Затверджена 16 травня 2018 р. рішенням № 12-38/2018 XXXVIII сесії міської ради VII скликання. Автори — В. М. Напиткін, К. М. Богатов, С. М. Пазюк, С. В. Шмагай, П. І. Волинець, С. І. Волинець, О. О. Батліцький, В. В. Любевич, Р. В. Белак, Р. А. Бойко, О. І. Приймак, В. П. Бєлікова, Г. М. Мостинець.

### Герб
Щит поділений лазуровим вилоподібним хрестом, на якому десять срібних восьмипроменевих зірок, пробитих в балку, стовп і перев'язи. В першій частині, перетятій тричі куполоподібно на срібло і золото, багаторазово перетяте чорними нитками, Матір Божа в лазуровому вбранні і червоному плащі, яка тримає в руках срібний Покров. В другій золотій частині червоний вітряк, у третій золотій частині червоний колодязь з відром і дерев'яним журавлем у правий перев'яз. Щит вписаний в декоративний картуш і увінчаний золотою сільською короною. Унизу картуша напис «КУРИЛІВКА».
Вилоподібний хрест — символ річки Грабарки і струмків, які впадають до неї. Десять срібних зірок — десять історичних частин села. Куполоподібний поділ першої частини і нитяний поділ нижньої золотої половини — символ трикупольної дерев'яної Святопокровської церкви. Вітряк — символ млинів, що існували в селі, дерев'яний журавель — символ шанування колодязів.

### Прапор
Квадратне полотнище поділене горизонтально на синю, жовту і синю смуги у співвідношенні 1:4:1. На верхній і нижній смугах по п'ять білих восьмипроменевих зірок в ряд, пробитих горизонтально, вертикально і по діагоналях. На центральній смузі Матір Божа в лазуровому вбранні і червоному плащі, яка тримає в руках білий Покров.

## Адміністративно-територіальна одиниця
- 1796—1917 село Маначинської волості Старокостянтинівського повіту Волинської губернії Російської імперії.
- 1923—1930 село Волочиського району Проскурівської округи Подільської губернії Української СРР.
- 1935—1937 село Волочиського району Проскурівського округу Вінницької області УСРР.
- 1937—1954 село Волочиського району Кам'янець-Подільської області.
- 1954—1991 село Волочиського району Хмельницької області Української СРР.
- 1991 і до тепер — село Волочиського району Хмельницької області України.

## Населення

### Мова
Розподіл населення за рідною мовою за даними перепису 2001 року:
| Мова            | Кількість | Відсоток |
| --------------- | --------- | -------- |
| українська      | 642       | 97.28 %  |
| російська       | 9         | 2.42 %   |
| румунська       | 1         | 0.15 %   |
| інші/не вказали | 1         | 0.15 %   |
| Усього          | 653       | 100 %    |

## Історична довідка
В околицях села виявлено залишки поселень доби міді(III тисячоліття до н.е), бронзи (II тисячоліття до н.е) ранньослов'янські поселення VII—VIII ст. та давньоруське городище.
Протягом IX—X ст. ця місцевість входила до складу Київської Русі, а пізніше — до Галицько-Волинського князівства, що утворилося в 1190 році. Недалеко від села пролягав торговельний шлях від Львова до Києва.
У XVI ст. про село Курилівку вперше згадується в історичних документах.
У другій половині XVII століття Курилівка не раз була об'єктом нападів турків і татар, які дощенту руйнували село. Та село знову відроджувалось.
У 1749 році на кошти парафіян було побудовано дерев'яну церкву Покрови Пресвятої Богородиці як греко-католицьку. У 1795 році церкву пазом з парафіянами повернули в православ'я. На парафіяльному кладовищі в 1893 році побудована кам'яна каплиця.
На початку XIX століття у селі існувала школа писемності. Церковно-приходська школа існувала з 22 вересня 1884 року. У 1895 році в школі навчалось 47 чоловіків і 4 жінки. Навчав дітей грамоти піп Стефан Євстахієвич Огурєвич, який похоронений на сільському кладовищі з дружиною. І досі жителі села упорядковують їх могили. Наприкінці XIX ст. було там 241 доми і 1296 жителів.
Село в XIX ст. належало до Прушинських, а пізніше до поміщика Беляк-Бєлякова.
7 (20) листопада 1917 року, відповідно до Третього Універсалу Української Центральної Ради, увійшло до складу Української Народної Республіки.
Після Радянсько-української війни на території села Курилівка діяв сільський комітет незалежних селян. Комітет розміщувався в центрі села, у панському маєтку, який зберігся донині.
У 1930-х роках, утворювалися сільські ради, Курилівська сільська рада розміщалася в панському маєтку. Першим головою Курилівської сільської ради був Покотило Кирило Іванович, після цього в 1946—1950 роках він працював головою сільських рад в селах Писарівці, Купелі, Гонорівці.
Старожили села пам'ятають Голодомор 1932—1933 років. Люди помирали з голоду. Активісти вимітали все з комор, приходили, навіть, вночі. Для тих, хто працював в артілі двічі на день варили страву, давали хліб. А більшість жителів села виживали, як могли. Сусіди допомагали один одному.
У 1933 році було побудовано житловий будинок, у якому розмістилася і сільська рада, яка діяла до 1959 року. Головами сільських рад в минулі роки були: Білик Василь, Макаров Лука, Пептюк Мифодій.
На початку 1941 року у селі налічувалось 380 дворів. Число жителів становило близько 1800 чоловік. Невеликий, але все ж достаток панував у хатах селян. Багато селян побудували нові хати, стали краще вдягатися, прикрашали господарства декоративними деревами і господарствами.
Коли розпочалася Німецько-радянська війна, сільська рада мобілізувала жителів села.
Під час Голодомору 1946—1947 років жінки села ходили за Збруч у село Токи Тернопільської області міняти одяг на харчі. А свої ж односельці-лінюхи перестрівали їх і грабували.
На території села в XIX столітті було збудовано Покровську церкву. Будована церква була з дерева, яку прикрашали майстерно оздоблені купола, їх було видно за десятки кілометрів. Зруйновано церкву в роки колективізації і перетворено в колгоспний склад.

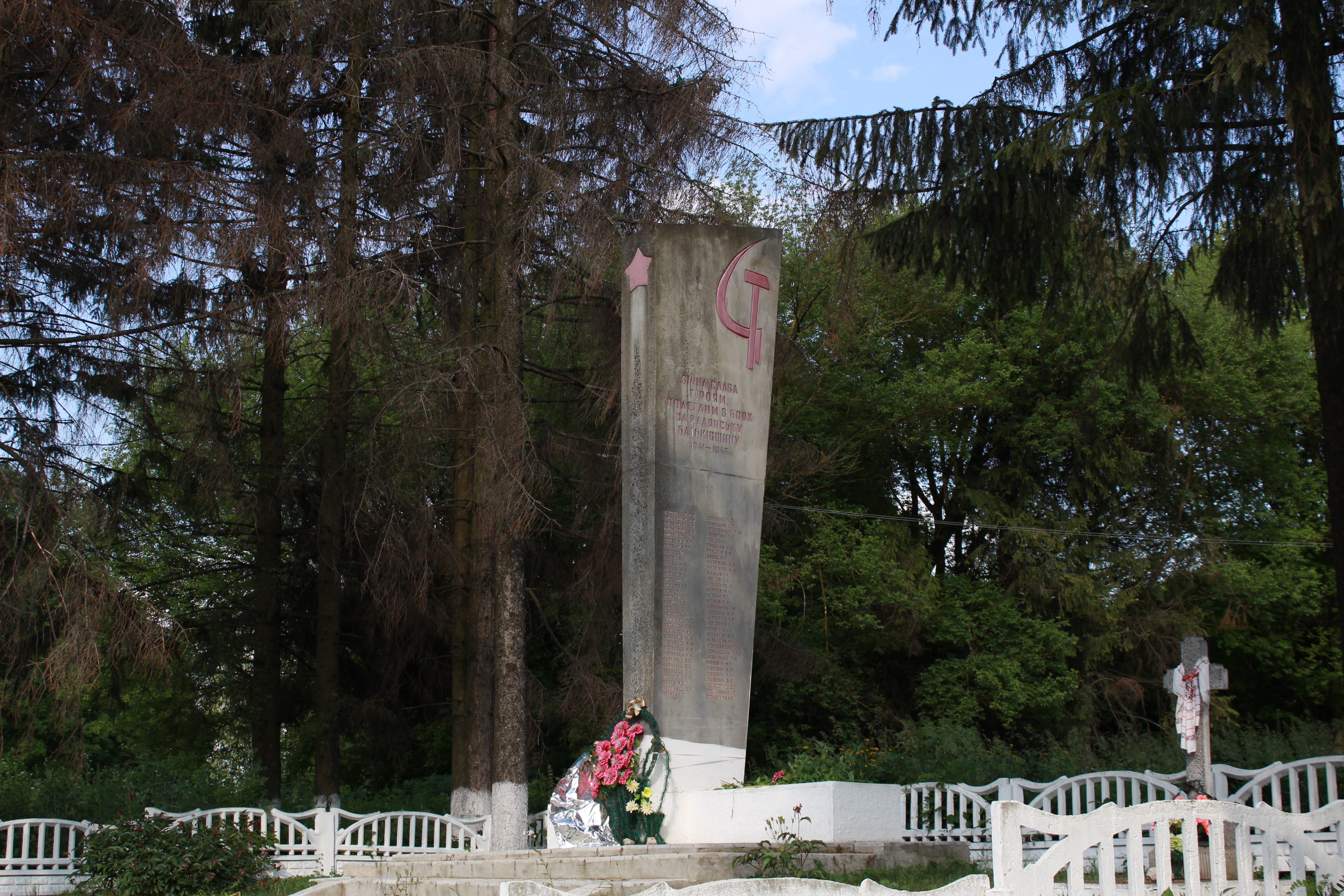
Пам'ятний знак воїнам-односельчанам

У 1959 році об'єднали в одну сільську раду три села: Курилівка, Яхнівці, Лонки і діяла Яхновецька сільська рада на чолі з головою сільської ради Сердечним І. Я. Пізніше, наступне скликання було обрано головою сільської ради жителя села Курилівка — Батліцького Олександра.
21 серпня 1991 року було відновлено Курилівську сільську раду, яка знову розмістилася в тому ж житловому будинку, де, крім неї, розміщувалася контора колгоспу «Росія». Головою сільської ради, був обраний Ревуцький Василь.
У селі діє фельдшерсько-акушерський пункт, два продовольчих магазини. у 1990 році побудовано двоповерховий сільський клуб на 200 місць. Село обслуговує сільська бібліотека з фондом 8000 примірників книг.
У селі працює школа яка відкрилася в 1921 році. У даний час навчається 60 учнів. Є поштове відділення зв'язку. Село повністю газифіковане.
Станом на перше січня 2002 року в селі Курилівка проживає 680 чоловік. В тому числі дітей дошкільного віку — 49, громадяни пенсійного віку- 350 чоловік. В Курилівській неповній середній школі навчалось 74 учні. На території села знаходиться 273 двори. 31 березня 2002 року відбулися вибори сільського голови. Головою села обрана Черній Галина Миколаївна 1969 р.н., жителька села, яка отримала 347 (69 %) голосів виборців.
Населення села Курилівка на 1 січня 2006 року становило 630 чоловік у тому числі дітей до 14 років 101 чол. В червні того року проходила обласна естафета «Єднаймося родин», у якій взяли участь працівники Курилівської сільської ради, клубу, бібліотеки, учасники художньої самодіяльності. З концертом і короваєм вони їздили в гості до своїх сусідів — жителів села Користова. 1 вересня 2006 року відкрито дитячий дошкільний заклад «Малятко», який розмістився в пристосованому приміщенні.
Населення станом на 01 січня 2008 року — 636 чоловік, дітей до шкільного віку — 31, дітей шкільного віку — 63, громадяни пенсійного віку — 263.
12 червня 2020 року, відповідно до розпорядження Кабінету Міністрів України № 727-р «Про визначення адміністративних центрів та затвердження територій територіальних громад Хмельницької області», увійшло до складу Волочиської міської громади.
19 липня 2020 року, в результаті адміністративно-територіальної реформи та ліквідації Волочиського району, увійшло до складу новоутвореного Хмельницького району.

## Історичні та історико-архітектурні пам'ятки
- Братська могила
- Обеліск на честь воїнов-односельчан
- Пам'ятник жертвам Голодомору та політичних репресій 1932—1933 років

## Відомі люди
- Ільченко Василь Ілліч — довгий час працював директором Львівського житлово-комунального технікуму. Допоміг багатьом випускникам Курилівської школи в обранні професії будівельника і газовика.
- Вегера Геннадій Петрович (1980—2018) — солдат Збройних сил України, загинув під час виконання бойового завдання, у ході війни на сході України, поблизу селища Піски[5].